# Pauline Jaricot
Pauline Marie Jaricot (22 de julho de 1799 - 9 de janeiro de 1862) foi uma francesa membra da Ordem Terceira de São Domingos e fundadora da Sociedade da Propagação da Fé e da Associação do Rosário Vivo. Em 1835 ela foi a pessoa que teve a cura milagrosa reconhecida pela Igreja católica graças a intercessão de Santa Filomena, o que ensejou a canonização dessa mártir em 1838. Pauline é venerada pela Igreja Católica Romana, tendo sido declarada beata pelo Papa Francisco em maio de 2022.

## Vida
A senhora Jaricot nasceu em 22 de julho de 1799, a caçula de sete filhos de Antoine e Jeanne Jaricot, em Lyon, na França. Seu pai era dono de uma fábrica de seda em Lyon, França. Seu irmão, Philéas, era um missionário em Quangnam. Aos quinze anos, ela foi introduzida na vida social da cidade. Posteriormente, um sermão sobre vaidade causou-lhe uma profunda impressão.
Aos dezessete anos, após uma queda séria e a morte de sua mãe, Jaricot começou a levar uma vida de intensa oração e, no dia de Natal de 1816, fez um voto de virgindade perpétua. Ela estabeleceu uma união de oração entre as servas piedosas, cujos membros eram conhecidos como "Réparatrices du Sacré-Coeur de Jésus-Christ".
Como membro de uma associação fundada pelos Padres das Missões Estrangeiras de Paris, Jaricot foi pioneira na cooperação missionária organizada. Com as funcionárias da fábrica de seda administradas por sua irmã e cunhado, ela resolveu ajudar as missões com orações e uma pequena contribuição semanal de um centavo por semana de cada pessoa envolvida. A semente cresceu e outros grupos se juntaram para ajudar todas as missões. Isso acabou levando à fundação da Sociedade para a Propagação da Fé em 1822, dedicada a ajudar os esforços missionários em todo o mundo. Em 3 de maio de 1922, o Papa Pio XI declarou pontifícia a Sociedade de Propagação da Fé.
Pauline era uma dominicana terciária leiga, e teve por diretor espiritual por muitos anos a São João Maria Vianney. Em 1822, ela organizou a impressão e distribuição de literatura religiosa. Ela acreditava que as informações sobre as missões deveriam ser divulgadas. Mais tarde, a futura Sociedade publicaria os Anais, que continham relatórios de vários territórios missionários, com o objetivo de aumentar o interesse pela Sociedade e pelas missões.
A senhora Jaricot ficou muito doente e em 10 de agosto de 1835 ela foi curada por Santa Filomena durante uma peregrinação a Mungnano, Itália.
Por volta de 1845, Jaricot comprou uma fábrica de alto-forno para funcionar como modelo de reforma social cristã. Um edifício adjacente à fábrica acomodava as famílias, e por perto havia uma escola e uma capela. Ela deixou a administração para pessoas que se mostraram desonestas e foi forçada a declarar falência em 1862. Tendo esgotado todos os seus recursos financeiros, ela passou o resto de sua vida desamparada. Ela morreu em 9 de janeiro de 1862 em Lyon.

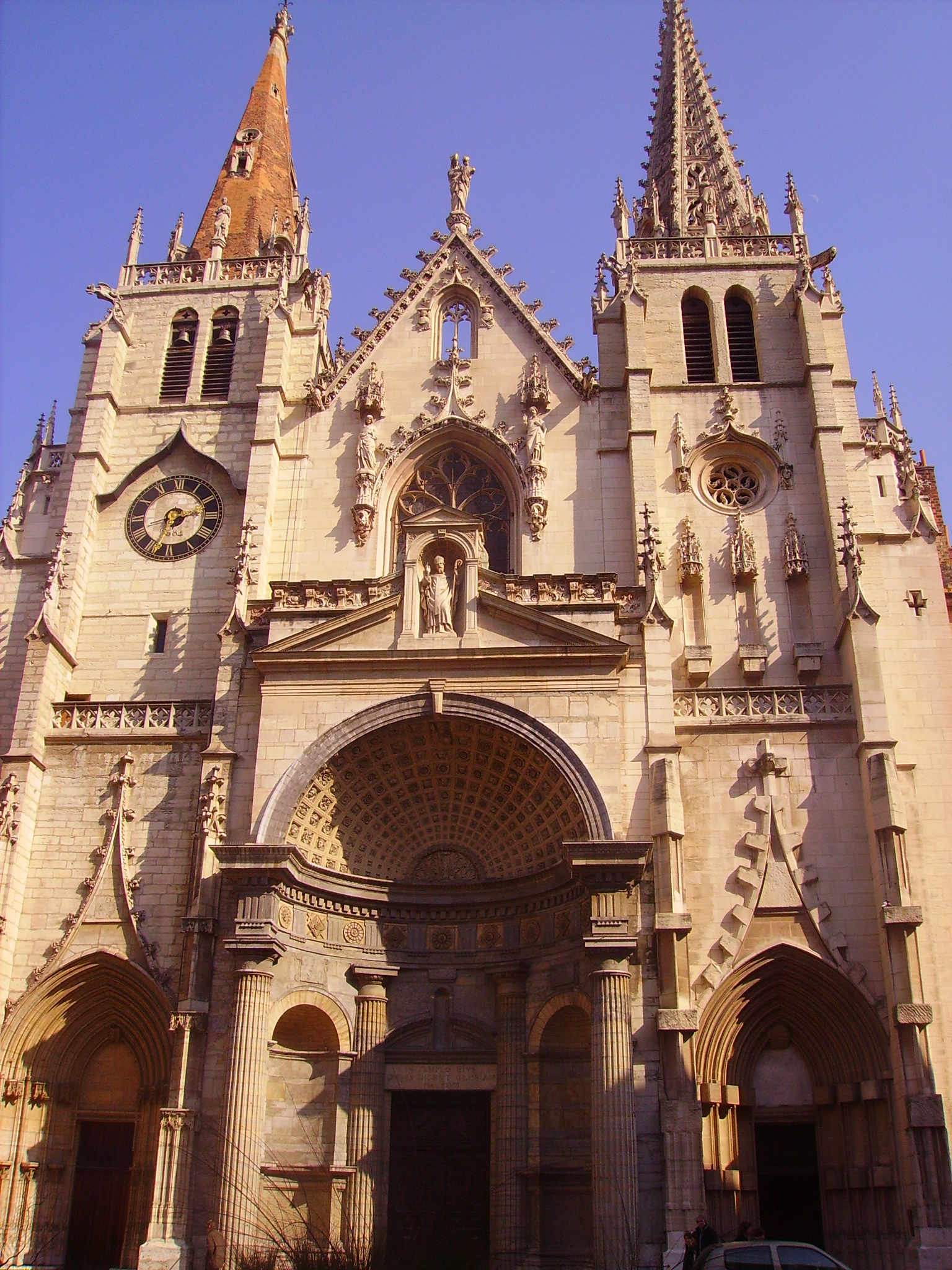
Igreja de São-Nizier, Lyon, França.

## Veneração
Desde 1935, os restos mortais de Jaricot estão na Igreja de Saint-Nizier, em Lyon.
Em 25 de fevereiro de 1963, o papa João XXIII declarou Jaricot " venerável ".
Numa homilia de 9 de janeiro de 2013, no final das comemorações do 150º aniversário da morte de Jaricot, o cardeal Fernando Filoni, prefeito da Congregação para a Evangelização dos Povos, declarou: "As virtudes heróicas de Jaricot não consistem em uma série de eventos milagrosos, mas nessa fidelidade frutífera a Cristo, a quem ela se dedicou tanto nos bons tempos quanto nos ... momentos difíceis... " 
Em 26 de maio de 2020, o Papa Francisco autorizou a Congregação para as Causas dos Santos a promulgar um decreto reconhecendo um milagre atribuído à intercessão de Jaricot. O caminho agora estava claro para que Jaricot fosse beatificada. Sua beatificação foi celebrada em 22 de maio de 2022 em Lyon, com o Cardeal Luis Antonio Tagle presidindo em nome do Papa.

## Associação do Rosário Vivo
Em 1826, Jaricot fundou a Associação do Rosário Vivo. As quinze dezenas do rosário foram divididas entre quinze associados, cada um dos quais teve que recitar diariamente apenas uma dezena determinada. Ela expandiu o trabalho da organização para incluir a distribuição de folhetos de oração, figuras sagradas, medalhas e rosários. A Associação do Rosário Vivo cresceu rapidamente na França e se espalhou para outros países durante sua vida e nos anos seguintes. Em 1832, o Papa Gregório XVI deu status canônico à Associação do Rosário Vivo.
Em meados do século XX, no entanto, o número de membros havia diminuído acentuadamente, especialmente nos Estados Unidos. A organização foi revivida pelos esforços de Patti e Richard Melvin, de Dickinson, Texas, e de outros 28 devotos que renovaram a prática de organizar 15 pessoas para cada uma rezar uma das 15 décadas do Rosário.  

Até o ano de 2014, o número de membros do Rosário Vivo é de quase 16 milhões de pessoas de todas as idades, com números substanciais nos países do Terceiro Mundo. A organização mantém um site na Internet em philomena.org, de autoria de Patti Dickinson, diretora universal do Living Rosary. Uma página no Facebook, "Universal Living Rosary Association", é de autoria do promotor apostolado Brian J. Costello, de New Roads, Louisiana.